# Valerio Riva
Valerio Riva (Milano, 27 dicembre 1929 – 26 maggio 2004) è stato un giornalista italiano.

## Biografia
Valerio Riva è stato un giornalista, un opinionista, un critico dello spettacolo, della politica e della cultura. Nasce nel 1929 a Milano, si laurea in Lettere e Filosofia e già da studente il suo carattere indipendente e critico lo porta ad avvicinarsi al giornalismo, dapprima come uno degli autori del giornale studentesco La zanzara del Liceo Parini, poi entrando a far parte del Gruppo 63, e scrivendo sull'Avanti! come critico teatrale.
Nel 1954 fonda insieme con Giangiacomo Feltrinelli la Giangiacomo Feltrinelli Editore, che rende possibile al grande pubblico italiano la conoscenza di due Premi Nobel per la Letteratura: Boris Pasternak, con la pubblicazione del romanzo Il dottor Živago, e Gabriel García Márquez.
Durante il periodo di permanenza alla Feltrinelli non riesce a raggiungere lo scopo di pubblicare le Confessioni di Fidel Castro: per più di due anni ottiene interviste in cui il dittatore cubano ha sempre evitato di approfondire le tematiche relative alla politica attuale, cercando di portare sempre la conversazione su argomenti relativi al passato.
Lascia così la Feltrinelli, passando prima da L'Espresso dirigendone la sezione Cultura, poi dalla vicedirezione de L'Europeo, per arrivare alla direzione di Rizzoli Libri.
Valerio Riva ha sempre cercato di corrodere e contestare le certezze ideologiche in politica, come nell'arte e nella cultura; il suo interesse per la politica sovietica si associa anche a una profonda conoscenza delle realtà del Sudamerica, di Cuba e della Colombia; nell'opera Oro da Mosca compie una prima ricostruzione da documenti provenienti da ex archivi sovietici dei finanziamenti al Partito Comunista Italiano cominciati dopo la costituzione del Cominform, che sotto Chruscev hanno subito un decisivo incremento, e poi terminati con la decisione di Berlinguer nel 1981; analizza e approfondisce la repressione degli omosessuali a Cuba; e scrive di politica interna italiana.
Negli anni ottanta l'interesse per il cinema lo porta a diventare Direttore Artistico della Penta America del gruppo di Cecchi Gori e a condurre uno dei primi programmi interattivi sulla Rai, Oggi e domani; nel 2002 entra a far parte del Consiglio di Amministrazione della biennale di Venezia. Sempre sulla RAI condusse il programma "Dalle parti di Panama" tra il 1984 e il 1985, in cui incontrava personaggi importanti in Sudamerica e con loro discuteva la situazione dei rispettivi Paesi.
La sua morte, dovuta a un tumore, è stata resa nota dalla moglie Tilde, a cui il giorno prima detta la sua ultima lettera di protesta dall'ospedale milanese in cui era ricoverato.
Il Presidente della Regione Veneto Giancarlo Galan dice: «Riva fa parte di quella eletta schiera di intellettuali, il cui valore è dato oggi dall'appartenere ad una aristocrazia della cultura capace di vivere il proprio mandato sociale senza l'ombra della pur minima arrogante vanità».

## Opere
- Oro da Mosca. I finanziamenti sovietici al PCI dalla Rivoluzione di Ottobre al crollo dell'URSS. Con 240 documenti inediti dagli archivi moscoviti, Mondadori, Milano
  - La breve vita del signor si e no, ovvero i guai della diretta, Mondadori, 1987, 192 pagine.
  - con Giancesare Flesca. Polvere, una storia di cocaina, Sperling & Kupfer, 1988, pagg. 238
- Manuale del perfetto idiota italo-latinoamericano, scritto con Alvaro Vargas Llosa, Plinio Apuleyo Mendoza, Carlos Alberto Montaner e Mario Vargas Llosa, Bietti Edizioni, 1997
  - AA.VV, Dal grande fiume al mare, Pendragon, 2003, pp. 320;
  - "Streghe, anime e baruffe" ogni giorno i pescatori di Pellestrina cantano e raccontano antiche storie. Documentario, di Valerio Riva. Regia Nereo Rapetti. Fotografia Giulio Da Re, suono Renzo Storti. Televisione della Svizzera Italiana 1977.